# Allen Park
Allen Park è una città della Contea di Wayne, nello Stato del Michigan. Nel 2010 la popolazione era di 28 210 abitanti. Questa città alla periferia di Detroit è stata definita dalla rivista statunitense Money una delle più belle cittadine degli Stati Uniti d'America. Allen Park fa parte di insieme di comunità conosciute come Downriver. La compagnia automobilistica Ford è una parte integrante della comunità, molti uffici sono nella città.
Dal 2002 Allen Park è la casa dei Detroit Lions e qui c'è la sede centrale della società.